# Kup Nogometnog saveza Sisačko-moslavačke županije
Kup Nogometnog saveza Sisačko-moslavačke županije je nogometno kup-natjecanje za klubove s područja Sisačko-moslavačke županije kojeg organizira Nogometni savez Sisačko-moslavačke županije. 

Pobjednik i finalist natjecanja stječu pravo nastupa u Hrvatskom nogometnom kupu. U natjecanju ne sudjeluju klubovi koji imaju izravan plasman u Hrvatski nogometni kup po ostvarenom koeficijentu.

## Dosadašnje završnice
| sezona    | pobjednik         | rezultat završnice | poraženi         | napomene                                                                       |
| --------- | ----------------- | ------------------ | ---------------- | ------------------------------------------------------------------------------ |
| 1994./95. |                   |                    |                  |                                                                                |
| 1995./96. |                   |                    |                  |                                                                                |
| 1996./97. |                   |                    |                  |                                                                                |
| 1997./98. |                   |                    |                  | Moslavina Kutina i TŠK Topolovac su se plasirali u pretkolo Hrvatskog kupa     |
| 1998./99. |                   |                    |                  | Moslavac Popovača i TŠK Topolovac su se plasirali u pretkolo Hrvatskog kupa    |
| 1999./00. |                   |                    |                  | Moslavina Kutina i TŠK Topolovac su se plasirali u pretkolo Hrvatskog kupa     |
| 2000./01. |                   |                    |                  | Moslavina Kutina i TŠK Topolovac su se plasirali u pretkolo Hrvatskog kupa     |
| 2001./02. |                   |                    |                  | Sloga Maris Jazavica i TŠK Topolovac su se plasirali u pretkolo Hrvatskog kupa |
| 2002./03. |                   |                    |                  | Moslavina Kutina se plasirala u pretkolo Hrvatskog kupa                        |
| 2003./04. |                   |                    |                  | Moslavina Kutina se plasirala u pretkolo Hrvatskog kupa                        |
| 2004./05. |                   |                    |                  | Moslavina Kutina i Segesta Sisak su se plasirali u pretkolo Hrvatskog kupa     |
| 2005./06. |                   |                    |                  | Moslavina Kutina i Segesta Sisak su se plasirali u pretkolo Hrvatskog kupa     |
| 2006./07. |                   |                    |                  | Moslavina Kutina i Segesta Sisak su se plasirali u pretkolo Hrvatskog kupa     |
| 2007./08. |                   |                    |                  | Metalac Sisak i Moslavina Kutina su se plasirali u pretkolo Hrvatskog kupa     |
| 2008./09. |                   |                    |                  | BSK Budaševo i Moslavina Kutina su se plasirali u pretkolo Hrvatskog kupa      |
| 2009./10. |                   |                    |                  | Mladost Petrinja i Moslavina Kutina su se plasirali u pretkolo Hrvatskog kupa  |
| 2010./11. |                   |                    |                  | Mladost Petrinja i Moslavina Kutina su se plasirali u pretkolo Hrvatskog kupa  |
| 2011./12. |                   |                    |                  | Libertas Novska i Mladost Repušnica su se plasirali u pretkolo Hrvatskog kupa  |
| 2012./13. | Moslavac Popovača | 0:0 (3:2 11 m)     | Lekenik          | Lekenik domaćin završnog susreta                                               |
| 2013./14. |                   |                    |                  | Lekenik i Segesta Sisak su se plasirali u pretkolo Hrvatskog kupa              |
| 2014./15. | Segesta Sisak     | 3:1                | Lekenik          | Lekenik domaćin završnice                                                      |
| 2015./16. | Libertas Novska   | 6:0                | Lekenik          | igrano u Kutini                                                                |
| 2016./17. | Lekenik           | 0:0 (5:4 11 m)     | Moslavina Kutina |                                                                                |
| 2017./18. | Libertas Novska   | 1:1 (11:10 11 m)   | Segesta Sisak    |                                                                                |
| 2018./19. | Segesta Sisak     | 2:1                | Mladost Petrinja |                                                                                |

## Poveznice
- Nogometni savez Sisačko-moslavačke županije
- Nogometno središte Kutina  Arhivirana inačica izvorne stranice od 30. prosinca 2017. (Wayback Machine)
- Nogometno središte Novska
- Hrvatski nogometni kup
- Premijer liga Sisačko-moslavačka
- 1. ŽNL Sisačko-moslavačka
- 2. ŽNL Sisačko-moslavačka
- 3. ŽNL Sisačko-moslavačka